# Acer intermedium
Acer intermedium é uma espécie de árvore do gênero Acer, pertencente à família Aceraceae.